# Jazz (empresa aérea)
A Jazz é uma empresa aérea com sede em Halifax, Nova Escócia, Canadá, foi fundada em 2001, também atua em parceria para voos regionais com a Air Canada.

## Frota

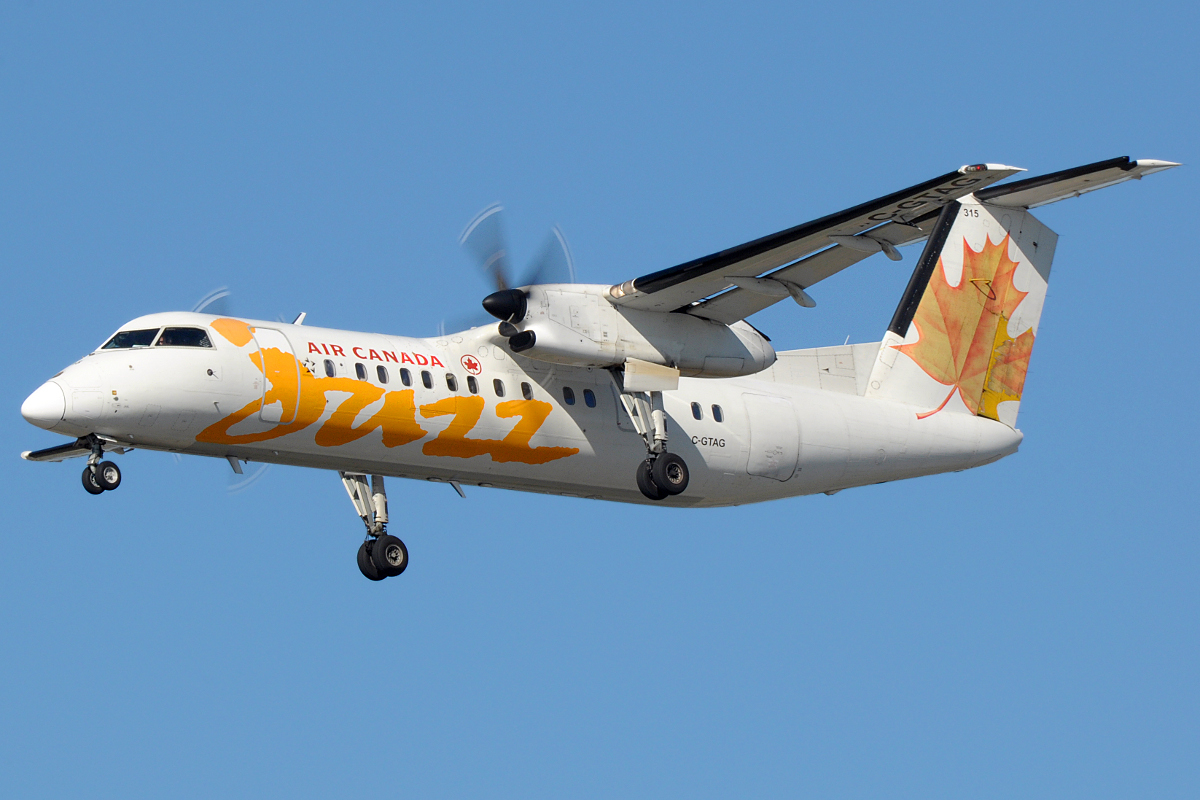
Bombardier Dash 8-300 da Jazz.

Em fevereiro de 2018:cha=HY</ref>
- Bombardier Dash 8-100: 10
- Bombardier Dash 8-300: 26
- Bombardier Q400: 44
- Bombardier CRJ200 10
- Bombardier CRJ900: 21